# 칸토어둥근잎박쥐
칸토어둥근잎박쥐(Hipposideros galeritus)는 잎코박쥐과에 속하는 박쥐의 일종이다. 방글라데시와 브루나이, 캄보디아, 인도, 인도네시아, 라오스, 말레이시아, 스리랑카, 태국, 베트남에서 발견된다. 일반명은 19세기 덴마크 의사 겸, 동물학자, 식물학자인 칸토어(Theodore Edward Cantor)의 이름에서 유래했다.

## 특징
머리부터 몸까지 길이는 7~9cm이다. 전완장은 5cm, 날개폭은 27~30cm이고 몸무게는 6~7g이다. 암컷이 수컷보다 크다. 일반적으로 진하고 불그스레한 갈색을 띤다. 거의 거무스레한 색부터 밝고 불그스레한 갈색까지 다양한 색을 띠며, 하체는 좀더 연하다. 털은 비단처럼 부드럽다. 귀는 짧고 넓으며, 바깥 가장자리는 뭉툭한 끝 아래가 오목하고 안쪽 가장자리는 크게 볼록하다.